# Raymond Ahoua
Raymond Ahoua, né le 1er mai 1960 à Bonoua en Côte d'Ivoire, est un évêque catholique ivoirien, religieux de la congrégation de la Petite œuvre de la divine providence et évêque du diocèse de Grand-Bassam depuis 2010.

## Biographie
Raymond Ahoua naît le 1er mai 1960 dans la ville de Bonoua, au sud-est de la Côte d'Ivoire. À l'âge de 14 ans, il commence à travailler au centre technique professionnel Orions à Anyama.
De 1978 à 1982, il fait la suite de ses études secondaires au séminaire pour les vocations de Dapaong au Togo. À partir de 1983, il part en Italie pour étudier la philosophie à l'université de Bologne pendant deux ans, jusqu'en 1985. Il revient par la suite en Côte d'Ivoire et étudie la théologie au grand séminaire du Sacré-Cœur de Marie d'Anyama.
Il entre dans la Congrégation des Fils de la Providence de Dieu et fait ses vœux perpétuels le 6 janvier 1990 dans la congrégation. Il est ordonné prêtre, le 14 juillet 1990. Après son ordination, il exerce, entre 1990 et 1996, la fonction de vicaire paroissial à Bonoua. Pendant cette période, il obtient un diplôme de licence en droit canonique. Il occupe également la fonction de directeur du Centre technique de Bonoua entre 1992 et1996.
En 1994, il devient professeur à l'université catholique de l'Afrique de l'Ouest (UCAO). De 1996 à 1998, il est chargé de la scolastique au séminaire Don Orion d'Anyama. De 1998 à 2009, il part au Kenya où il est missionnaire. Il y obtient un doctorat en théologie biblique à Nairobi. Il est également vicaire de 1998 à 2001 de la paroisse à Kaburugi, dans le diocèse de Moranga toujours au Kenya. Puis il est chargé des postulants de Nairobi pendant 7 ans entre 2001 et 2008. En 2003, il est professeur de l'Institut théologique de la Consolation au Kenya jusqu'en 2009. 
Après 12 ans de mission au Kenya, il revient en Côte d'Ivoire en 2009 où il est chargé de la formation des grands séminaristes de sa congrégation jusqu'en 2010. 

### Episcopat
Après la renonciation de Paul Dacoury-Tabley pour limite d'âge, le 27 mars 2010, le pape Benoît XVI, nomme Raymond Ahoua évêque du diocèse de Grand-Bassam. Il est ordonné évêque le 4 juillet 2010 par l'archevêque  Ambrose Madtha, l'évêque Paul Dacoury-Tabley et Giovanni D'Ercole,. Il est le troisième évêque de Grand-Bassam.